# Август Глонд
А́вгуст Гло́нд (пол. August Hlond; 5 липня 1881, Бженчковіце — 22 жовтня 1948, Варшава) — державний і релігійний діяч Польської Республіки, священник, єпископ і кардинал Римо-Католицької Церкви. Архієпископ гнезненський, примас Польщі (24 червня 1926 — 22 жовтня 1948). Архієпископ варшавський (4 березня 1946 — 22 жовтня 1948).

## Життєпис
Народився у Бженчковіцах, Польща. Навчався у Папському Григоріанському університеті. 23 вересня 1905 року прийняв священство, вступив до Товариства святого Франциска Салезького. Єпископ катовіцький (14 грудня 1925 — 24 червня 1926). 20 червня 1927 року отримав пост кардинала, призначений кардиналом-священником з титулом церкви Санта Марія делла Паче. Виступав за відродження могутньої християнської Польщі, вважаючи це вимогою самого Ісуса Христа. Брав участь у конклаві 1939 року, що обрав Пія XII новим Папою Римським. Того ж року зазнав поранення при нальоті в Седльцах. З початком Другої світової війни виїхав через Румунію до Ватикану, де представляв інтереси окупованої Польщі. 1944 року заарештований німецьким гестапо у Франції. 1946 року звільнився, повернувся до соціалістичної Польщі. Після розв'язання унії Познанської і Гнезненської діоцезій та створення Варшавсько-гнезненської унії очолив останню.
Помер у Варшаві, Польща. Похований у Кафедральному соборі Івана Хрестителя. 1992 року розпочато процес беатифікації.